# 스페인 계단

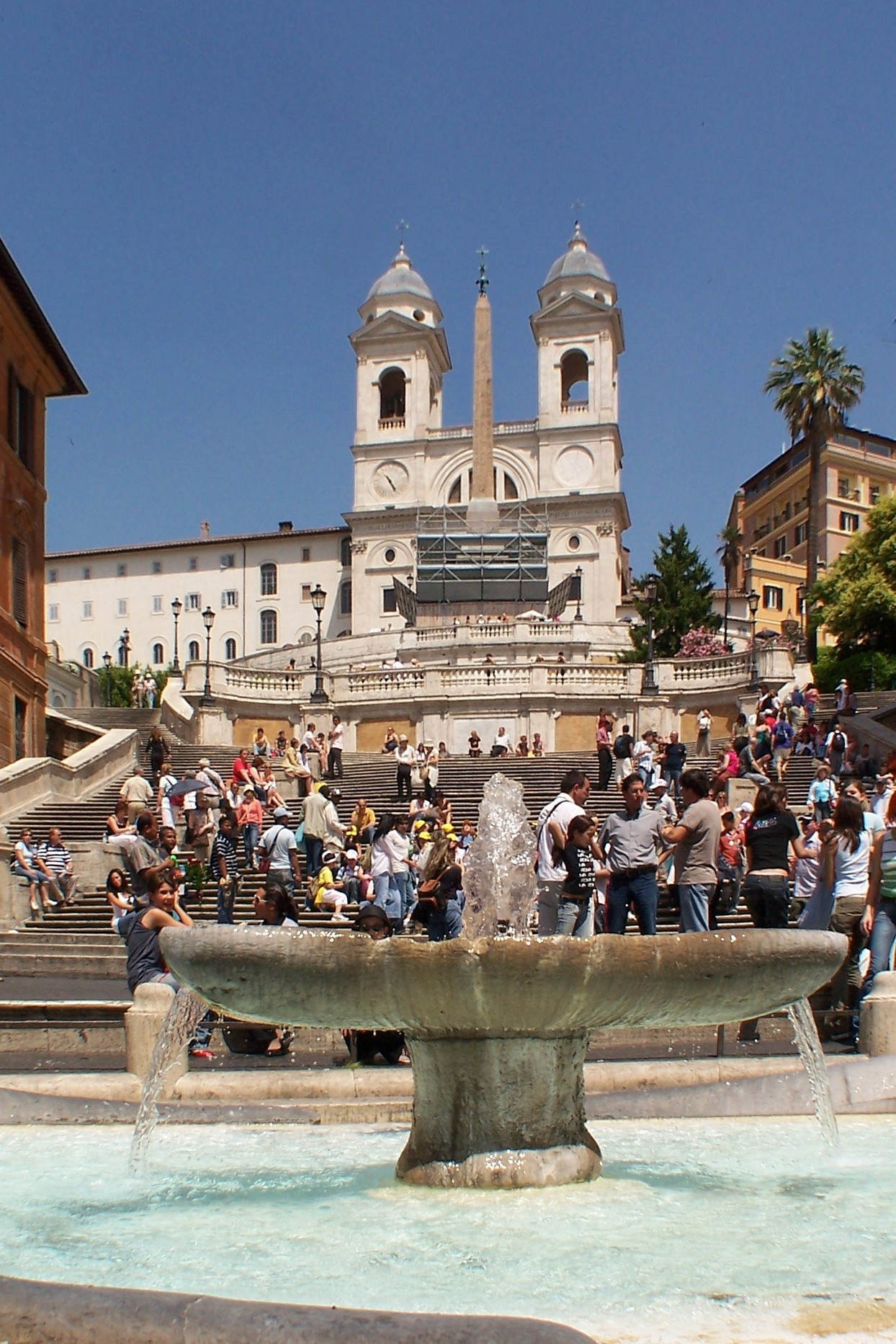
스페인 계단

트리니타 데이 몬티 계단(이탈리아어: Scalinata di Trinità dei Monti), 통칭 스페인 계단은 이탈리아 로마에 있는 계단이다. 스페인 광장과 트리니타 데이 몬티 성당을 이어준다.